# 松村上久郎
松村 上久郎（まつむら かみくろう、1990年1月17日 -）は、日本のイラストレーター、バンド・デシネ作家、バーチャルYouTuber。本名のアナグラムをペンネームに用いている。

## 経歴
- 1990年1月　北海道釧路市に生まれる。
- 2013年4月　北海道大学工学部卒業後にイラストレーターとして活動を開始。[2]
- 2015年～　  YouTubeチャンネル創設。以降デザインフェスタ、サッポロモノヴィレッジなどのアートイベントに継続的に参加[2]
- 2016年3月　北九州デジタルクリエーターコンテスト2016静止画部門に「･Abigail･」が入選。[3]
- 2017年8月　稚内アートフェスティバル2017に参加[4]
- 2018年1月　バックス画材にて作品展示会「ロボットから、うさぎさんまで。」を開催[5]
- 2018年2月　コミティア123にて初バンド・デシネ「ニコの旅Ⅰ」を発表、以降継続的に参加[6]
- 2018年7-8月　バックス画材にて作品展示会「いのちのふりこ」及びコラボレーションライブペイント「PENDULUM」に参加[2]
- 2018年11月　 ワークショップ「万年筆で描いてみる！ごちゃっとめんこい世界の描き方」の講師を務める[7]
- 2019年1月　北海道メイカーズに出店
- 2019年7-8月　バックス画材にて個展「じゃんぶるびー～サマーエキシビション～」開催
- 2019年10月19日　Youtubeチャンネル登録者数10万人突破
- 2020年3月　株式会社ミューズ制作「ザ・スケッチ180」の表紙デザインを手掛ける
- 2021年8月　バンドデシネオンライン即売会「まちゅむら祭」を主催

## 作風・活動
「ロボットから、うさぎさんまで。」というコンセプトの元、緻密な機械とデフォルメされたキャラクターを組み合わせた絵が特徴。(パイロット 万年筆 カスタム74 極太 ブラック・ミュージック FKKN-14SR-BMS)で描かれたモノクロ画を中心に発表している。カラー画を制作する際はWacom Cintiq pro 24とPhotoshop CCを用いている。
各地のアートイベントで作品展示やライブペイントをしつつ、概ね三ヶ月毎に新刊を発表している。イベントの合間には、自作品のメイキング動画に実況解説を付けたものをYouTubeとニコニコ動画に投稿している。「ペン画の魅力を広める」「バンド・デシネ個人勢を増やす」べく視聴者からの要望に応じて絵の講座を加えたり、バンド・デシネの特徴・制作方法についても語っている。

## 作品リスト

### 書籍
- 『心にのこる絵の描き方』(2016.9)秀和システム(株)
- 『辛くならない絵の描き方』(2017.6)秀和システム(株)
- 『ややこしくない絵の描き方』(2020.12)秀和システム(株)
- 『満たされる絵の描き方』(2024.3)秀和システム(株)

### 画集
- 『ILLUSTRATION COMPILATION 2017』(2018.2)
- 『ILLUSTRATION COMPILATION 2018』(2019.2)
- 『ILLUSTRATION COMPILATION 2019』(2020.2)

### 構図集
- 『COMPOSITION COMPILATION FANTASIA』(2018.1)

### 小作品集
- 『COMPOSITION COMPILATION GRAFFITIA.』(2018.3)

### バンド・デシネ
- 『ニコの旅Ⅰ』(2018.2)
- 『ニコの旅Ⅱ』(2018.5)
- 『ニコの旅Ⅲ』(2018.8)
- 『ニコの旅Ⅳ～消えたバーチャルの住民たち～』(2018.11)
- 『ニコの旅Ⅴ～冬をわすれた国の姫～』(2019.5)
- 『ナックル・ビッグシルエット―ロボットギャングとマッドサイエンティスト―』(2020.4)
- 『ドロシー、シンドローム！』(2020.8)
- 『ニコの旅 ゆるふわプリンと輪廻の竜』(2021.8)

### その他
- 「ツイコミ」に漫画を掲載(2015.12-)[9]
- 「いちあっぷ」に講座「メリハリで作品を演出する！ごちゃごちゃした世界を描いてみよう」を掲載(2018.1)[10]
- 「Voicy」にて高原さととの対談(2018.7)[11]
- 「TOPPA!!」に単独インタビュー記事掲載(2019.10)[12]
- Deltimo『手のひら革命』(2021.4)『Shelter』(2021.5)のMV用イラストを作成